# Evangelische Kirche Medebach

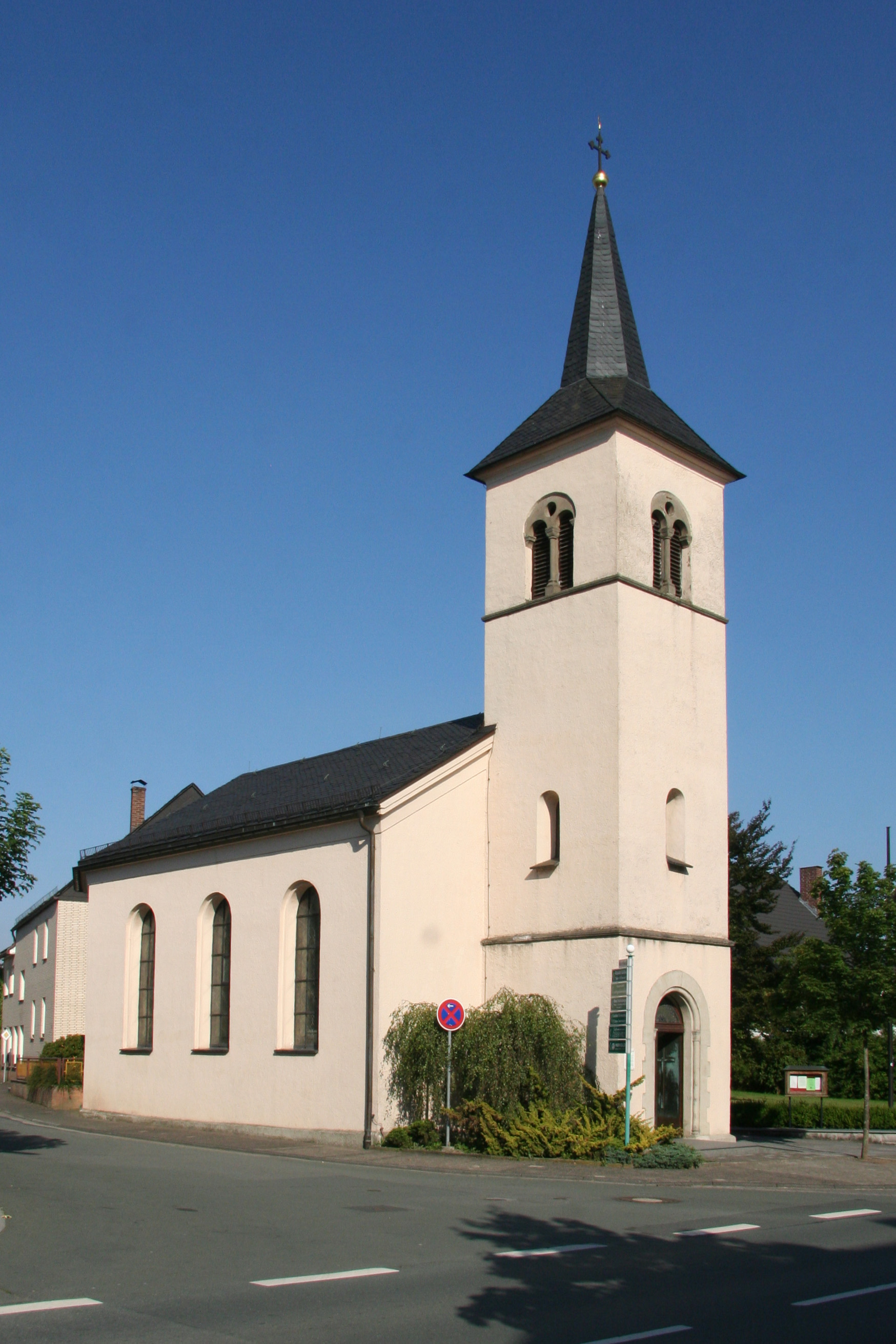
Evangelische Kirche in Medebach

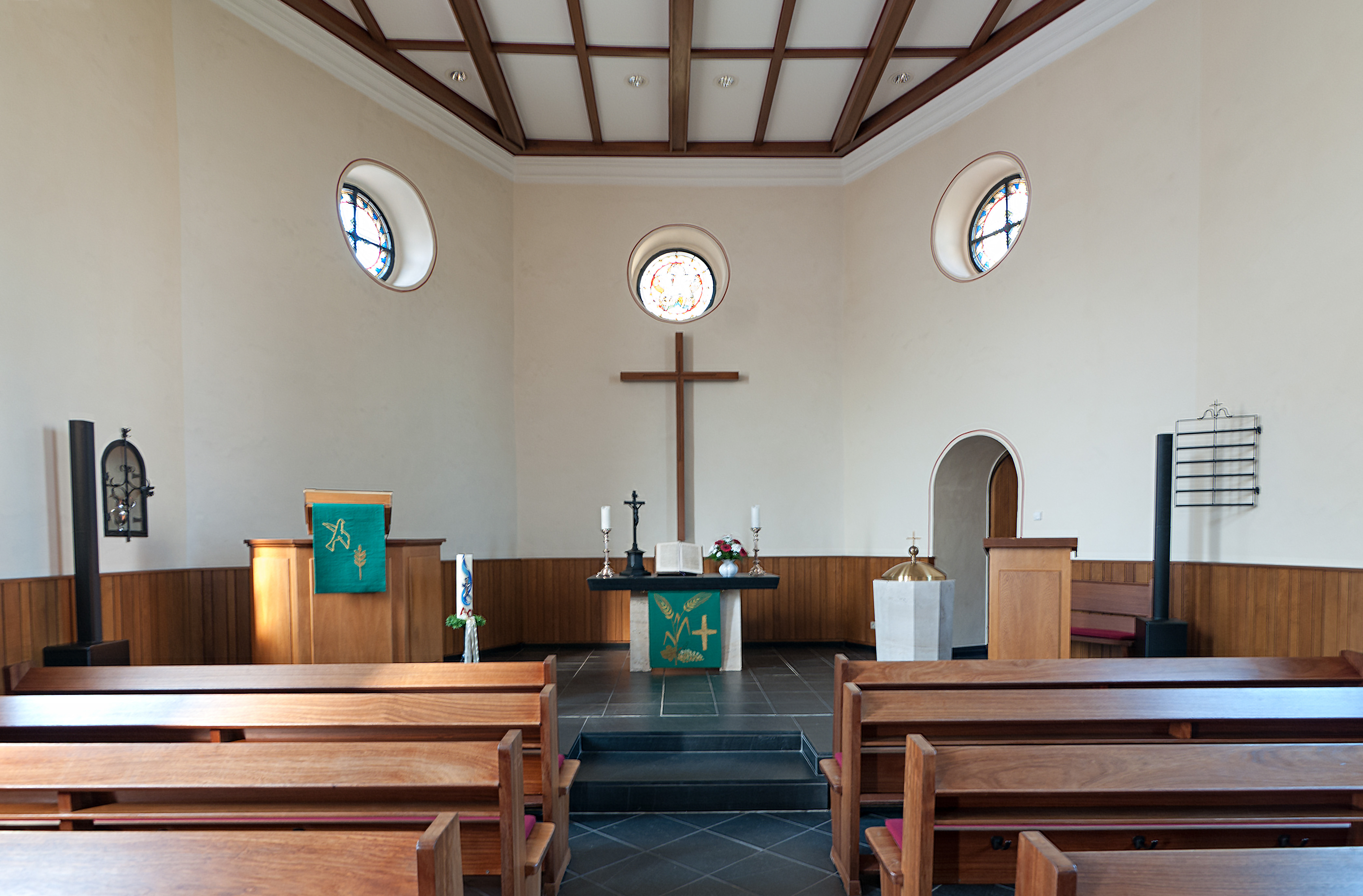
Innenraum

Die evangelische Kirche ist ein denkmalgeschütztes Kirchengebäude in Medebach im Hochsauerlandkreis (Nordrhein-Westfalen).

## Geschichte

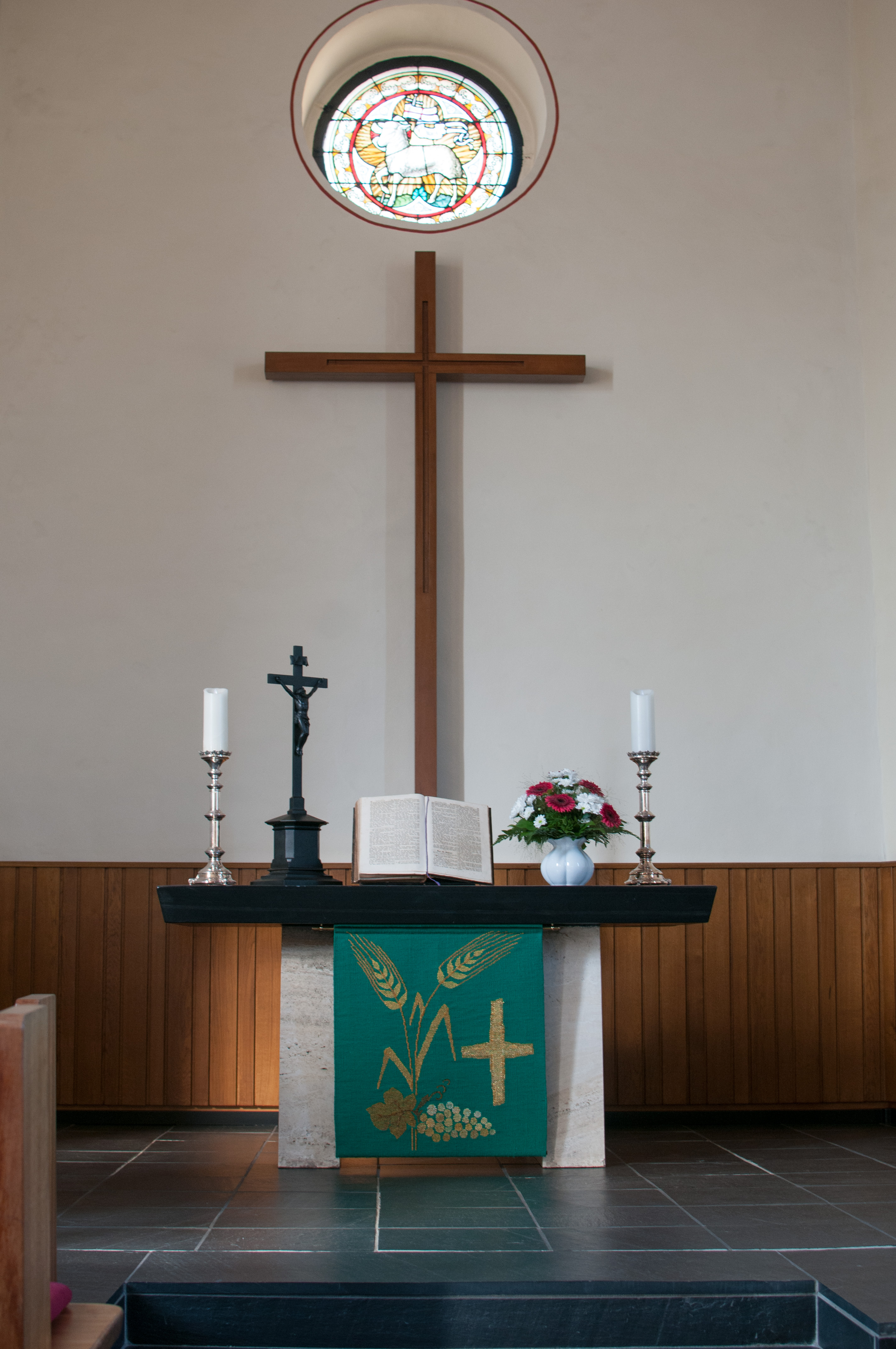
Altar aus hellem Muschelkalk

Grundriss der Kirche

Die Geschichte der Kirche ist eng verbunden mit der Geschichte der Kirchengemeinde. Nach der Aufhebung der geistlichen Fürstentümer und der konfessionellen Abgeschlossenheit 1804 zogen die ersten evangelischen Christen in das Medebacher Gebiet. Bei der Gründung der Gemeinde am 22. Januar 1837 zählte diese 149 Mitglieder in neben Medebach weiteren 16 Ortschaften. Der Gottesdienst wurde zu dieser Zeit im „Türkensaal“ des Gasthauses Schetter gefeiert. 1838 beantragte das Presbyterium die Durchführung einer Hauskollekte in der ganzen Provinz Westfalen für einen Kirchenbau. Diese Kollekte erbrachte 1700 Taler, 400 Taler schenkte König Friedrich Wilhelm III., und 100 Taler kamen von der Synode Soest, zu der Medebach gehörte. Damit standen 2200 Taler für den Kirchenbau zur Verfügung.
Im Januar 1839 wurden drei Parzellen an der Ecke Oberstraße / Nordwall als Baugrundstück erworben, sodass im Frühjahr 1839 der Grundstein für die Kirche gelegt werden konnte. Die zur Verfügung stehenden Mittel reichten für ein Kirchenschiff ohne Turm, Empore und Orgel. Die neue Kirche wurde am 25. Oktober 1840 eingeweiht.
In den Jahren 1842 bis 1844 bemühte sich die Kirchengemeinde um den Einbau einer Empore für eine kleine Orgel. Die erste Orgel stammte von der Firma Oestreich bei Fulda. Vom großen Stadtbrand am 25. Mai 1844, bei dem 141 Gebäude zerstört wurden, blieb die Kirche verschont.
Zum 25-jährigen Jubiläum 1862 wurde die Gemeinde reich beschenkt, sodass der Turmbau verwirklicht werden konnte. Gebaut wurde ein 23 m hoher Turm aus Bruchstein mit Bewurf, der an der Spitze ein vergoldetes Kreuz auf einem Knauf trug.
Schon kurz nach dem Bau der Kirche beschäftigte sich das Presbyterium mit Feuchtigkeitsschäden an der Schlagseite. So wird in einem Protokoll von 1848 festgestellt, dass die Kirche innen feucht ist und außen Gesims- und Putzschäden aufweist. Diese führte man auf das hygroskopische Mauerwerk aus Grauwacke und fehlende Sohlbänke zurück.
Beim Stadtbrand von 26. auf den 27. Mai 1900, bei dem 25 Häuser den Flammen zum Opfer fielen, wurden das Dach der Kirche und die drei großen Fenster an der Ostseite beschädigt. Die sechs hohen Fenster wurden im gleichen Jahr durch die Firma Victor von der Forst aus Münster erneuert.

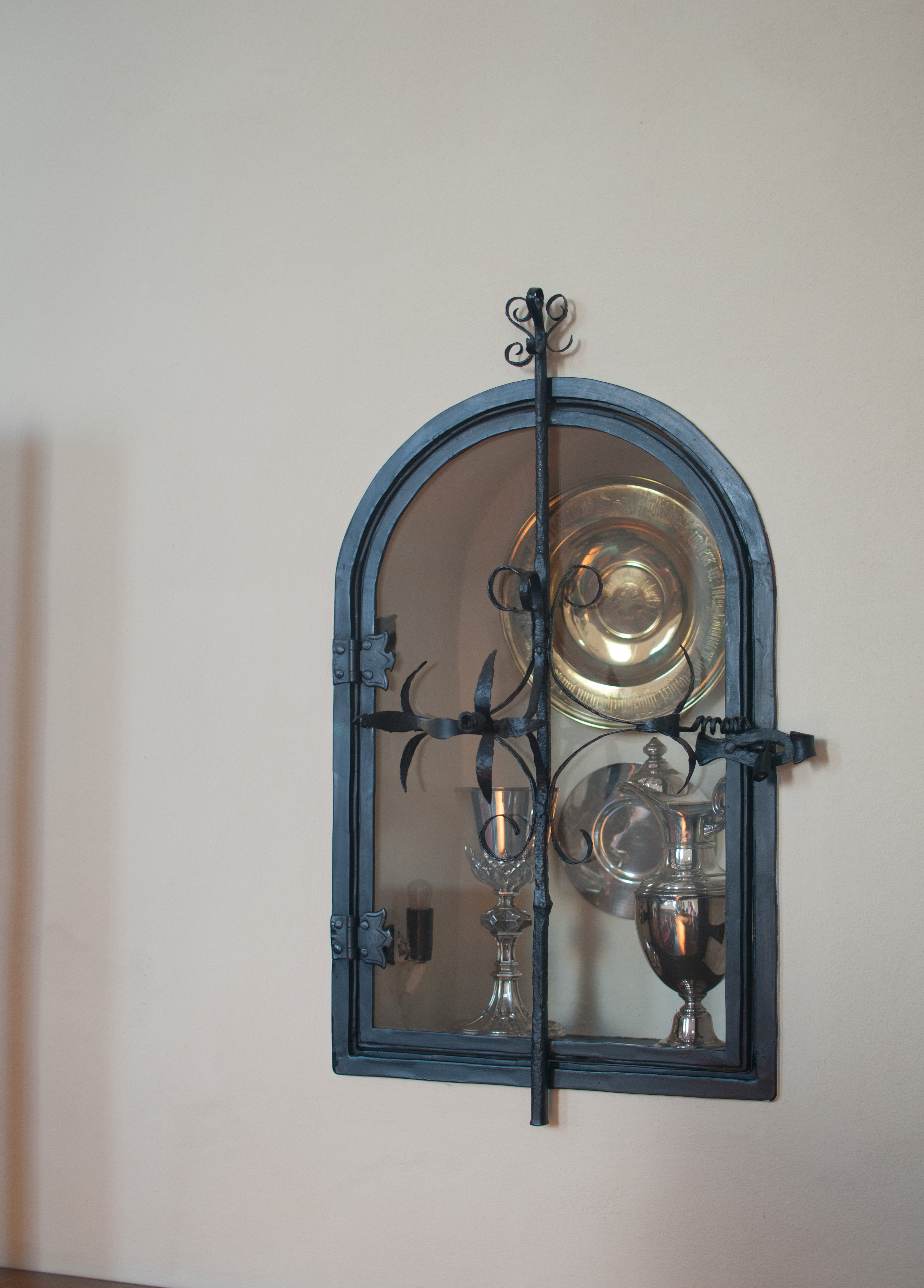
Tauf- und Abendmahlsgeräte

Die erste große Renovierung wurde in den Jahren 1959 bis 1960 durchgeführt. Der Predigerstuhl wurde entfernt. An seiner Stelle kam ein Durchbruch zur Sakristei. Der hölzerne Altar wurde durch einen aus Stein ersetzt, ein achteckiger Taufstein eingebaut, und die Kanzel aus Holz wurde ebenfalls auf einen Sockel aus Muschelkalk gestellt. Ein schlichtes Holzkreuz wurde über dem Altar angebracht. Damit hatte das Ölgemälde von van Oort an der Chorrückwand keinen Platz mehr in der Kirche. Die Empore wurde erweitert und mit einer Wendeltreppe als Aufgang versehen. Der Sockel des Kirchenschiffes erhielt eine Holzvertäfelung. Ferner wurde eine elektrische Heizung eingebaut.
Bei der zweiten Renovierung 1989 wurde die Kirche 50 cm tief ausgeschachtet, um der immer noch vorhandenen Feuchtigkeit des Mauerwerks Herr zu werden. Es wurde eine Drainage verlegt und das Mauerwerk isoliert. Innen wurde der Altarraum vergrößert und die Stufe um den Altar entfernt. Es wurde eine elektrische Fußbodenheizung verlegt und der Bodenbelag in Schiefer ausgeführt. Neben der Kanzel wurde eine Nische erstellt, in der der silberne Abendmahlskelch, die Patene und die dazu passende Abendmahlskanne sowie eine messingbronzierte Taufschale Platz finden. Das Gitter vor der Nische wurde von dem Kunstschmied Willi Schütte unter Verwendung der alten Kirchfirstspitze erstellt. Der neue Innenanstrich der verputzten Flächen wurde in altrosa gehalten.

## Kirchengebäude
Die dreiachsige Saalkirche mit Drei-Sechstel-Schluss wurde von 1839 bis 1840 errichtet. Das Bruchsteinmauerwerk und die Holzbalkendecke sind verputzt, die Wände sind durch rundbogige Fenster gegliedert. Der Innenraum hat 110 Sitzplätze. Die Fensterbänke und der Fußboden wurden aus Schieferplatten hergestellt. Der Westturm wurde erst 1864 angebaut. Der Turm hat drei Glocken. Seit 1984 steht die Kirche unter Denkmalschutz.

## Ausstattung

### Orgel

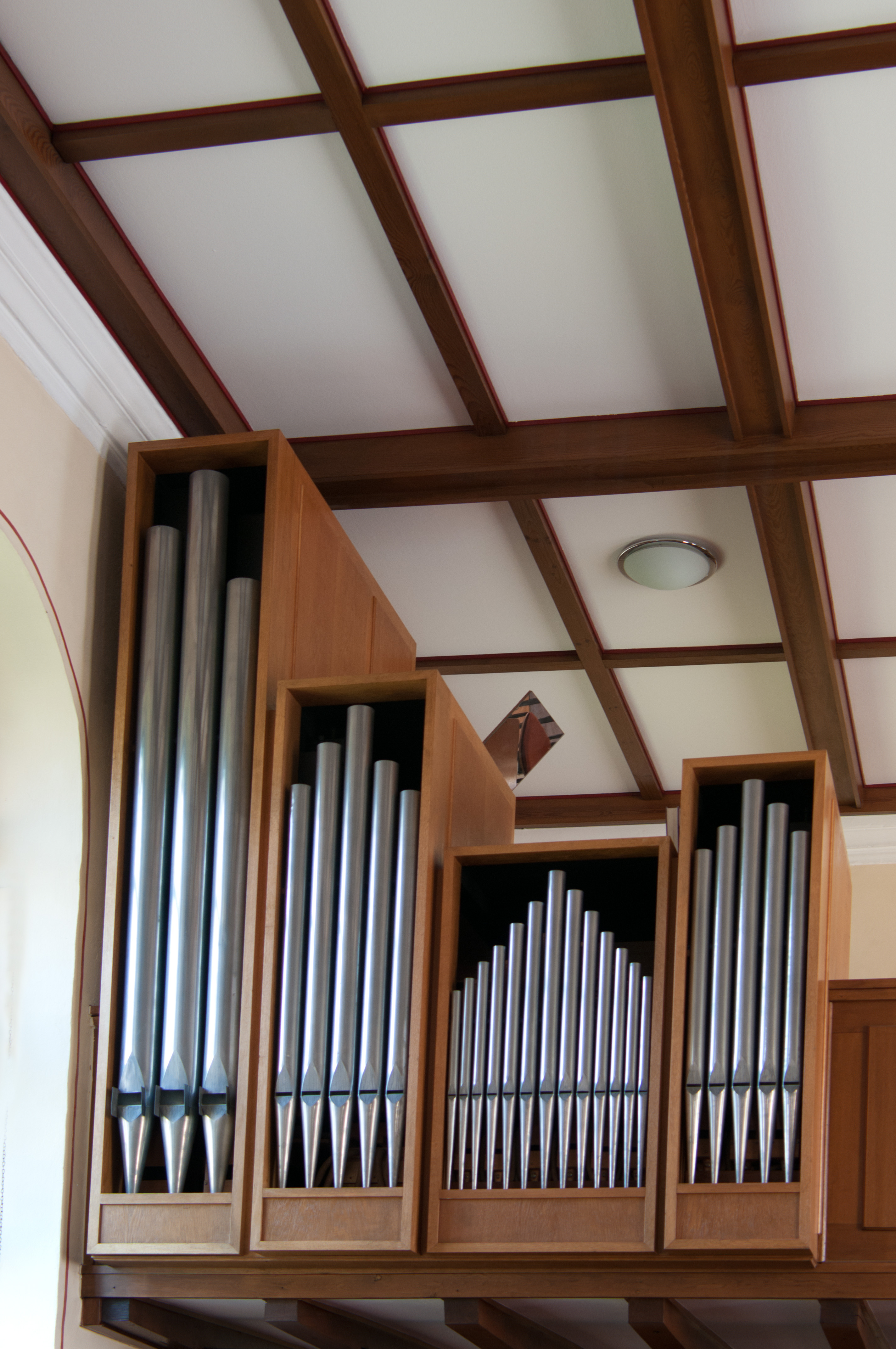
Orgel

Die erste Orgel der Kirche wurde 1835 von Adam Joseph Oestreich (1799–1843) aus Oberbimbach bei Fulda gebaut, Angehöriger einer bekannten Orgelbauerfamilie, die über fünf Generationen wirkte. Diese Orgel wurde über 100 Jahre gebraucht und 1960 im Zuge der damaligen Kirchenrenovierung durch eine elektronische Orgel ersetzt. 1974 wurde diese durch eine neue Orgel der Fa. Führer aus Bremerhaven ersetzt. Die neue Orgel mit sechs Registern und einem Manual wurde asymmetrisch auf der Südseite der Brüstung aufgebaut und anlässlich der Renovierung 1990 gründlich überarbeitet.

### Glocken
Die erste Glocke der evangelischen Kirche Medebach wurde der Gemeinde vom Gutsbesitzer Waldeck im Jahr 1851 geschenkt. Dieser hatte die Glocke für 20 Reichsthaler erworben. Diese Glocke war die ehemalige „Chorglocke“ des Klosters Glindfeld, die infolge der Säkularisation des Klosters frei geworden war. Die nur 12 Pfund schwere Glocke wurde am 9. September 1854 für 6 Reichsthaler verkauft.
Nach der Fertigstellung des Kirchturms 1864 wurde der Guss von zwei Glocken bei der Glockengießerei Heinrich Humpert in Brilon in Auftrag gegeben. Eine Glocke hatte bei einem Durchmesser von 650 mm ein Gewicht von 339,5 Pfund, die andere ein Gewicht von 168,5 Pfund. Nachdem die kleinere Glocke 1904 zersprang, wurde sie von der Fa. Humpert umgegossen. Die neue Glocke hatte eine Masse von 329,5 kg und einen Durchmesser von 800 mm.
Im Ersten Weltkrieg wurde 1917 die verbleibende Glocke aus dem Jahr 1864 eingezogen und vernichtet. Im Jahr 1925 wurde als Ersatz für diese Glocke durch die Fa. Junker & Edelbrock eine neue 190 kg schwere Glocke gegossen. Im Zweiten Weltkrieg musste dann 1942 die im Jahr 1904 gegossene Glocke abgegeben werden.
Nach dem Krieg erhielt die Kirche 1951 eine Leihglocke über das Glockenlager Hamburg. Diese Glocke stammt aus Groß-Plauth, Kreis Rosenberg in Westpreußen. Sie wurde 1606 von dem Glockengießer Gerdt Benningk in Danzig gegossen. 1942 wurde sie beschlagnahmt, jedoch nicht zerstört. Aufgrund der politischen Verhältnisse konnte die Glocke nicht mehr in ihre Heimat zurückgeführt werden.
Das Geläut wurde im Jahr 1963 durch den Guss einer neuen Glocke dreistimmig. Die neue Glocke wurde durch die Gießerei Gebr. Rincker in Sinn gegossen. Seither hängen im Turm der Kirche die folgenden Glocken:
| Nr. | Gussjahr | Gießer, Gussort            | Durchmesser (mm, ca.) | Masse (kg, ca.) | Schlagton | Bemerkung |
| --- | -------- | -------------------------- | --------------------- | --------------- | --------- | --- |
| 1   | 1606     | Gerdt Benningk, Danzig     | 751                   | 250             | h1        | Schulterinschrift: LAUDATE DOMINUM IN CIMBALIS BENESONNATIBUS (SIC!) ANNO 1606 Inschriften: ANNO DOMINI 1597 / WZYCZKV ZOSTAL DZIEDZICZM IAN: WITVSKI: ZEWSELIN MIT / GOTTES / HVLFE / GOS MICH / GERDT / BENNINGK / ZV DAN / ZICH                                            |
| 2   | 1925     | Junker & Edelbrock, Brilon | 692                   | 190             | d2        | Inschriften: Gegossen von Junker und Edelbrock für die Evangelische Kirchengemeinde Medebach Geopfert zu des Vaterlandes Wehr 1917, / wiederauferstanden zu Gottes Ehr' 1925 Beschafft durch das Presbyterium: / Pastor Röthe Gumelius, Messerschmidt, Böttcher / Wilke, Feld |
| 3   | 1963     | Gebr. Rinker, Sinn         | 636                   | 150             | e2        | Schulterinschrift: O LAND, LAND, LAND HOERE DES HERRN WORT |

Das Zeichen »/« bei den Inschriften steht für einen Zeilenumbruch.